# هاینز هولیگر

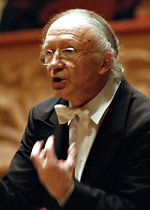
هاینز هولیگر

هاینز هولیگر ( به آلمانی :Heinz Holliger) آهنگساز، نوازنده ابوا و رهبر ارکستر سوئیسی در ۲۱ مه ۱۹۳۹ در لانگنتهال Langenthal به دنیا آمد.

## برخی از آثار
- کنسرتو ویلن
- اپرای «چی کجا»
- اپرای «بیا و برو» روی متنی از ساموئل بکت

## شنیدن آثار
- youtube
- deezer